# Una lágrima (canción)
«Una lágrima» es una canción versionada, que dio a conocer el cantante español, Peret.
Se lanzó en 1968, en un LP con otros cuatro temas, y es una versión rumbera de una pieza de vals de Manuel Monreal.
La canción obtuvo mucha repercusión a finales de los 60 y principio de los 70, convirtiéndose en una de las canciones del verano del 68, y siendo uno de los referentes de lo que se conocería como rumba catalana.
Peret, se presentó con esta canción al festival Midem, celebrado en Cannes, dónde se llevó el primer premio.
El LP, que contenía este tema, se convirtió en uno de los más vendidos de 1968.